# Tunis Open 2006
Il Tunis Open 2006 è stato un torneo di tennis facente parte della categoria ATP Challenger Series nell'ambito dell'ATP Challenger Series 2006. Il torneo si è giocato a Tunisi in Tunisia dal 1º al 7 maggio 2006 su campi in terra rossa.

## Vincitori

### Singolare
Lamine Ouahab ha battuto in finale  Younes El Aynaoui per walkover

### Doppio
Daniel Gimeno Traver /  Iván Navarro hanno battuto in finale  Bart Beks /  Martijn van Haasteren con il punteggio di 6–2, 7–5